# Coelichneumon metidjensis
Coelichneumon metidjensis är en stekelart som först beskrevs av Berthoumieu 1894.  Coelichneumon metidjensis ingår i släktet Coelichneumon och familjen brokparasitsteklar. Inga underarter finns listade i Catalogue of Life.